# Volta a Cataluña 1931
La Volta a Cataluña 1931 fue la 13.ª edición de la Volta a Cataluña. Se disputó en 8 etapas del 6 al 13 de septiembre de 1931. El vencedor final fue el español Salvador Cardona.
120 ciclistas tomaron la salida en esta edición de la Volta a Cataluña. Destaca la ausencia de los ciclistas belgas al completo en la salida, a pesar destar inscritos. Por primera vez la Volta se planteó hacer etapas fuera del territorio catalán. La segunda etapa tiene final en Alcañiz y en la quinta, a pesar de estar prevista una etapa por tierras en Francia finalmente esta no se pudo disputar por la negativa del gobernador de la zona a dejar pasar la carrera y los seguidores desde Cataluña. Como resultado al día previsto para hacer esta etapa fue un día de descanso, en Ripoll, y al día siguiente se tuvo que modificar la etapa prevista, tomando la salida desde Ripoll hacia Olot y Figueras, par enlazar con el recorrido previsto inicialmente por la organización.
Durante las cuatro primeras etapas hubo una enorme igualdad entre Salvador Cardona y Mariano Cañardo, pero en la quinta etapa, entre Ripoll y Tarrasa, Cañardo tuvo un mal día , perdiendo más de un minuto respecto a Cardona, el cual pasó a liderar la carrera. Cañardo fue sancionado con cinco minutos en la séptima etapa por haber aceptado bebida de un coche seguidor, cosa que le hizo perder toda opción a ganar su cuarta edición de la Volta.

## Etapas
| Etapa | Fecha            | Ciudades de etapa    | km     | Vencedor de la etapa   | Líder de la general |
| ----- | ---------------- | -------------------- | ------ | ---------------------- | ------------------- |
| 1.º   | 6 de septiembre  | Barcelona - Reus     | 174 km | Salvador Cardona       | Salvador Cardona    |
| 2.º   | 7 de septiembre  | Reus - Alcañiz       | 239 km | Mariano Cañardo        | Mariano Cañardo     |
| 3.º   | 8 de septiembre  | Alcañiz - Montblanch | 194 km | Salvador Cardona       | Mariano Cañardo     |
| 4.º   | 9 de septiembre  | Montblanch - Ripoll  | 226 km | Mariano Cañardo        | Mariano Cañardo     |
| 5.º   | 10 de septiembre | Ripoll - Perpiñán    | 170 km | anulada                | Mariano Cañardo     |
| 6.º   | 11 de septiembre | Ripoll - Tarrasa     | 242 km | Salvador Cardona       | Mariano Cañardo     |
| 7.º   | 12 de septiembre | Tarrasa - Manresa    | 176 km | Ettore Balmanion       | Salvador Cardona    |
| 8.º   | 13 de septiembre | Manresa - Barcelona  | 134 km | Vicente Cebrián Ferrer | Salvador Cardona    |

### 1.ª etapa[5]
7-09-1931: Barcelona - Reus. 174,0 km
|   | Ciclista         | Tiempo     |
| - | ---------------- | ---------- |
| 1 | Salvador Cardona | 6h 35' 07" |
| 2 | Cipriano Elys    | + 08"      |
| 3 | Valeriano Riera  | + 13"      |

|   | Ciclista         | Tiempo     |
| - | ---------------- | ---------- |
| 1 | Salvador Cardona | 6h 35' 07" |
| 2 | Cipriano Elys    | + 08"      |
| 3 | Valeriano Riera  | + 13"      |

### 2.ª etapa
07-09-1931: Reus - Alcañiz. 239,0 km
|   | Ciclista           | Tiempo     |
| - | ------------------ | ---------- |
| 1 | Mariano Cañardo    | 9h 49' 10" |
| 2 | Aristide Cavallini | + 02"      |
| 3 | Ettore Balmanion   | + 04"      |

|   | Ciclista           | Tiempo      |
| - | ------------------ | ----------- |
| 1 | Mariano Cañardo    | 16h 24' 30" |
| 2 | Aristide Cavallini | + 02"       |
| 3 | Salvador Cardona   | + 15"       |

### 3.ª etapa[6]
08-09-1931: Alcañiz - Montblanch. 194,0 km
|   | Corredor           | Tiempo     |
| - | ------------------ | ---------- |
| 1 | Salvador Cardona   | 7h 07' 35" |
| 2 | Mariano Cañardo    | m. t.      |
| 3 | Aristide Cavallini | + 07' 32"  |

|   | Ciclista           | Tiempo      |
| - | ------------------ | ----------- |
| 1 | Mariano Cañardo    | 23h 32' 05" |
| 2 | Salvador Cardona   | + 15"       |
| 3 | Aristide Cavallini | + 07' 34"   |

### 4.ª etapa[7]
09-09-1931: Montblanch - Ripoll. 224,0 km
|   | Ciclista           | Tiempo     |
| - | ------------------ | ---------- |
| 1 | Mariano Cañardo    | 9h 30' 35" |
| 2 | Aristide Cavallini | m. t.      |
| 3 | Salvador Cardona   | m. t.      |

|   | Ciclista           | Tiempo      |
| - | ------------------ | ----------- |
| 1 | Mariano Cañardo    | 33h 02' 40" |
| 2 | Salvador Cardona   | + 15"       |
| 3 | Aristide Cavallini | + 07' 34"   |

### 5.ª etapa[2]
10-09-1931: Ripoll - Perpiñán. 170,0 km
|   | Ciclista           | Tiempo      |
| - | ------------------ | ----------- |
| 1 | Mariano Cañardo    | 33h 02' 40" |
| 2 | Salvador Cardona   | + 15"       |
| 3 | Aristide Cavallini | + 07' 34"   |

### 6.ª etapa[8]
11-09-1931: Ripoll - Tarrasa. 242,0 km
|   | Corredor         | Tiempo     |
| - | ---------------- | ---------- |
| 1 | Salvador Cardona | 8h 22' 50" |
| 2 | Aleardo Simoni   | + 03"      |
| 3 | José Nicolau     | + 01' 57"  |

|   | Ciclista         | Tiempo      |
| - | ---------------- | ----------- |
| 1 | Salvador Cardona | 41h 25' 15" |
| 2 | Mariano Cañardo  | + 52"       |
| 3 | Aleardo Simoni   | + 08' 49"   |

### 7.ª etapa[9]
12-09-1931: Tarrasa - Manresa. 176,0 km
|   | Corredor         | Tiempo     |
| - | ---------------- | ---------- |
| 1 | Ettore Balmanion | 8h 21' 46" |
| 2 | Hermann Müller   | m. t.      |
| 3 | Amulio Viarengo  | m. t.      |

|   | Ciclista         | Tiempo      |
| - | ---------------- | ----------- |
| 1 | Salvador Cardona | 49h 17' 22" |
| 2 | Mariano Cañardo  | + 05' 52"   |
| 3 | Aleardo Simoni   | + 10' 49"   |

### 8.ª etapa[11]
13-09-1931: Manresa - Barcelona. 134,0 km
|   | Corredor               | Tiempo     |
| - | ---------------------- | ---------- |
| 1 | Vicente Cebrián Ferrer | 5h 30' 12" |
| 2 | Mariano Cañardo        | + 01"      |
| 3 | Aristide Cavallini     | + 05"      |

|   | Ciclista         | Tiempo      |
| - | ---------------- | ----------- |
| 1 | Salvador Cardona | 54h 48' 42" |
| 2 | Mariano Cañardo  | + 04' 45"   |
| 3 | Aleardo Simoni   | + 11' 14"   |

## Clasificación General
|    | Ciclista           | Equipo                      | Tiempo       |
| -- | ------------------ | --------------------------- | ------------ |
|    | Salvador Cardona   | Guidon Bayonnais            | 54h 48' 42"  |
| 2  | Mariano Cañardo    | FC Barcelona                | + 4' 45"     |
| 3  | Aleardo Simoni     | Ganna                       | + 11' 14"    |
| 4  | Aristide Cavallini | Dei                         | + 18' 30"    |
| 5  | José Nicolau       | Club Deportiu Mallorca      | + 26' 26"    |
| 6  | Cipriano Elys      | Guidon Esportif Carcasonais | + 32' 33"    |
| 7  | Ettore Balmanion   | Frejus                      | + 49' 03"    |
| 8  | Valeriano Riera    |                             | + 51' 21"    |
| 9  | Antonio Escuriet   |                             | + 1h 04' 55" |
| 10 | Amulio Viarengo    |                             | + 1h 05' 22" |